# John Perceval (3e comte d'Egmont)
Pour les articles homonymes, voir John Perceval et Perceval (homonymie).
John James Perceval, 3e comte d'Egmont (29 janvier 1737/8 - 25 février 1822), titré vicomte Perceval de 1748 à 1770, est un homme politique britannique .

## Biographie

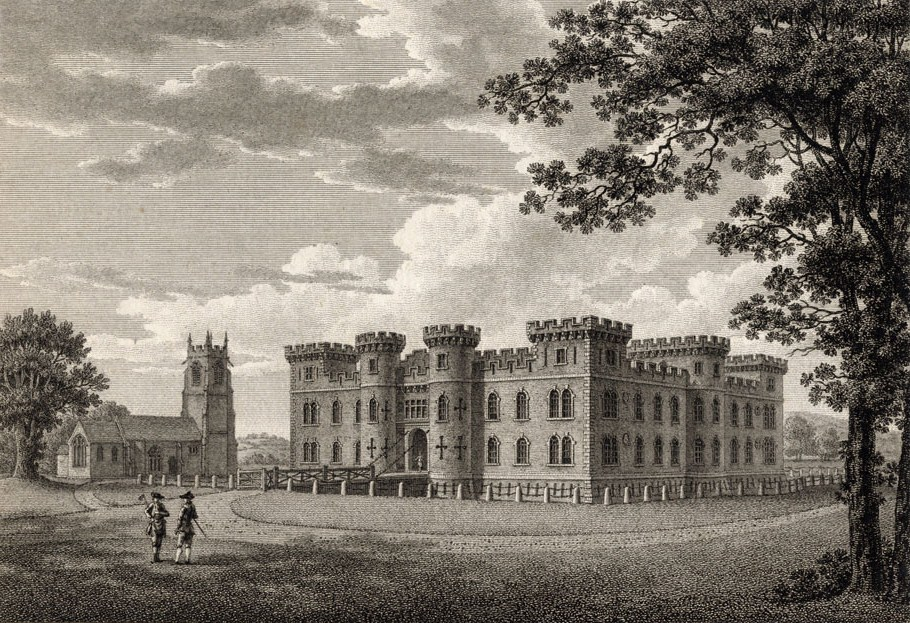
Château d'Enmore, 1779

Il est le fils aîné de John Perceval (2e comte d'Egmont) et sa première épouse Lady Catherine Cecil, et demi-frère de Spencer Perceval .
Il est député de Bridgwater de 1762 à 1768. Perceval est également initialement déclaré réélu en 1768, mais sur requête il est jugé non dûment élu et son adversaire, Anne Poulett, siège à sa place. Au cours de son mandat, Perceval sert dans le gouvernement de William Pitt le Jeune.
Le 4 décembre 1770, il succède à son père en tant que comte d'Egmont et, comme son père détenait également la pairie britannique du baron Lovel et de Holland, entre à la Chambre des lords britannique . Son père reconstruit le château d'Enmore dans le Somerset.
Il épouse Isabella Paulet (décédée le 8 septembre 1821), fille de Lord Nassau Powlett, le 4 juin 1765. Ils ont un fils, John Perceval (4e comte d'Egmont) (1767-1835) .